# Кузнецов, Евграф Сергеевич
Евграф Сергеевич Кузнецов (28 февраля [13 марта] 1901, Москва — 17 февраля 1966) — советский учёный, доктор физико-математических наук, профессор, один из основателей научной школы математического моделирования и вычислительных методов в теории переноса частиц.

## Биография
Родился в Москве 28 февраля (13 марта) 1901 года, сын служащего (статистика в земстве). Окончил 6 классов Московской пятой гимназии (1918). Осенью 1918 г. переехал в Саратов, куда был эвакуирован Центргосстах, где работали родители.
С января 1919 по май 1923 служил в РККА, последняя должность — помощник делопроизводителя.
Окончил математическое отделение физико-математического факультета Саратовского университета (1924).
С июня 1924 по сентябрь 1929 г. работал в метеорологическом отделе Саратовской областной сельскохозяйственной опытной станции: лаборант, ассистент, старший ассистент.
С 1 октября 1929 г. ассистент кафедры метеорологии МГУ. С сентября 1930 г. работал в выделившемся из МГУ Гидрометеорологическом институте: доцент кафедры математики, зав. кафедрой теоретической механики. Одновременно преподавал в ряде ВТУЗов Москвы.
В июле 1937 г. без защиты диссертации решением ВАК присуждена ученая степень кандидата физико-математических наук, 5 июля 1938 г. присвоено ученое звание профессора по кафедре теоретической механики.
С октября 1937 г. работал старшим научным сотрудником в только что организованном Институте теоретической геофизике АН СССР (до сентября 1953, последний год — по совместительству).
Учёная степень доктора физико-математических наук присуждена после закрытой защиты диссертации 28 сентября 1946 г.
С сентября 1952 по сентябрь 1955 г. на предприятии п/я 276 Министерства среднего машиностроения (ФЭИ, Обнинск), зав. лабораторией, в марте 1953 основал математический отдел, которым заведовал до апреля 1955 года.
С мая 1955 г. работал в ОПМ МИАН СССР. Основал и возглавил (с 28 февраля 1956 г.) Отдел № 7 «Кинетические уравнения», которым руководил до 17 февраля 1966 г.
По совместительству преподавал в вузах: с сентября 1946 по август 1949 профессор, зав. кафедрой высшей математики Московского института инженеров землеустройства, с сентября 1949 профессор кафедры атомного ядра МГУ, читал спецкурс «Математические проблемы нейтронной физики», и несколько лет — курс теории вероятностей.
Скоропостижно умер 17.02.1966 в своём рабочем кабинете. Похоронен на Донском кладбище (уч. № 4).

### Семья
- Жена — Роза Иосифовна Тюркишер (1905—1975), домохозяйка.
  - Дочь — Кузнецова Шарлотта Евграфовна (1936—2002), лауреат Премии Совета Министров СССР, Почётный геодезист СССР, кандидат технических наук.
  - Зять — Тюфлин, Юрий Сергеевич (1934—2017), лауреат Государственной премии СССР, доктор физико-математических наук, профессор.

## Научная деятельность
Специалист в области теории переноса частиц и излучения через вещество, теории атомных реакторов, атмосферной оптики и нейтронной физики, теоретической гидроаэромеханики и метеорологии, теоретической геофизики, математической статистики и методов обработки наблюдательных данных.
Первое направление научной деятельности (1925—1938) — математическая статистика. Разработал методы математической обработки показателей осадков и температуры с приложениями к проблемам сельскохозяйственной деятельности Нижнего Поволжья и Калмыкии.
Второе направление (1930—1939) — аэрогидромеханика. Совместно с профессором В. В. Голубевым подготовил и опубликовал обзор работ советских ученых по гидро- и аэромеханике для сборника АН СССР «Механика в СССР за XV лет (1917—1932)». Получил оригинальные теоретические результаты по проблемам гидрометеорологии и исследованиям особенностей барического поля атмосферы, колебаний давления и природы тропопаузы.
Третье направление (1940—1966) — теория переноса излучения и её приложения.
Впервые использовал тригонометрические ряды Фурье по азимутальному углу и интерполяционные полиномы Лежандра как функции полярного угла, сформулировал метод сферических гармоник для решения уравнения переноса при анизотропном рассеянии. Построил аналитические и численные решения уравнения переноса в интегральной и интегродифференциальной форме.

## Награды
- 1945 медаль «За доблестный труд в войне 1941—1945 гг.» и орден Трудового Красного Знамени.
- 1947 медаль «В память 800-летия Москвы».
- 1950 премия Совета Министров СССР от 16 мая 1950 г. № 2108—814 за выполнение специальных заданий.

## Память
В апреле 2003 года вышла книга «Е. С. Кузнецов. Избранные научные труды. / Ответственный редактор и составитель Сушкевич Т. А. — М.: ФИЗМАТЛИТ, 2003. — 784 с.»